# Seuil de quantification
 (janvier 2022).
Si vous disposez d'ouvrages ou d'articles de référence ou si vous connaissez des sites web de qualité traitant du thème abordé ici, merci de compléter l'article en donnant les références utiles à sa vérifiabilité et en les liant à la section « Notes et références ».
Dans le domaine des analyses physiques, chimiques et de radioactivité, le seuil ou la limite de quantification a plusieurs définitions.

## Définitions
1. La définition la plus communément admise est la mesure la plus basse pour laquelle on obtient un coefficient de variation de répétabilité égal à 20 %.
2. Une autre définition correspond à la plus faible concentration d’un produit à analyser dans un échantillon qui puisse être quantifiée avec une précision (n'a aucun sens en terme métrologique légal) et une exactitude acceptables dans des conditions expérimentales indiquées.

## Enjeux
Améliorer la qualité du travail analytique passe à la fois par l'amélioration du seuil de quantification et par celle du seuil de détection (d'autres critères sont la spécificité, la fidélité, l'exactitude, la linéarité et la stabilité du processus analytique). 
Les enjeux sont particulièrement importants dans le domaine des études (études des principes actifs ou de leurs métabolites par exemple) et des analyses médicales (diagnostic, suivi thérapeutique...), mais plus généralement pour les études de pharmacocinétiques, toxicocinétiques, écotoxicologiques et d'évaluation environnementale (quantification et suivi des pollutions ou de carences en oligo-éléments en particulier). 
Chaque méthode analytique reconnue fait l'objet de tests et de validation permettant de juger de ses marges d'erreurs et donc de sa fiabilité. 